# Cyclorhagida
Cyclorhagida là một lớp động vật biển nhỏ không xương sống trong ngành kinorhyncha.

## Các bộ và họ
- Bộ Echinorhagata Sørensen et al., 2015
  - Echinoderidae Zelinka, 1894[3]
- Bộ Kentrorhagata Sørensen et al., 2015
  - Antygomonidae Adrianov & Malakhov, 1994[4]
  - Cateriidae Gerlach, 1956[5]
  - Centroderidae Zelinka, 1896[1]
  - Semnoderidae Remane, 1929[6]
  - Zelinkaderidae Higgins, 1990[7]
- Bộ Xenosomata Zelinka, 1907
  -     - Campyloderidae Remane, 1929
- Họ thuộc incertae sedis
  - Tubulideres Sørensen, Heiner, Ziemer & Neuhaus, 2007[8]
  - Wollunquaderes Sørensen & Thormar, 2010[9]